# Amazonas (DC Comics)
El Pueblo Amazonas de DC Comics es una sociedad matriarcal ficticia de superhumanas étnicamente diversos, basada en las amazonas de la mitología griega. Los dioses griegos crearon las amazonas y les otorgaron el mandato como guardianes del mundo del hombre; su misión fue proporcionar un puente para que los humanos obtuvieran una mayor comprensión. Cuando las amazonas fueron esclavizadas por sus cargos, Hippolyta condujo a su pueblo a la libertad y, por lo tanto, finalmente abandonó su sagrada mayordomía.
El pueblo amazónico fundó la nación de Themyscira, adoptando políticas aislacionistas, para protegerse contra el patriarcado. Durante siglos, las mujeres prosperaron en la seguridad y la protección, aparte de lo que percibieron como un mundo hostil, dominado por los hombres. Las circunstancias que involucraron la llegada inesperada de Steve Trevor obligaron a revelar su existencia al mundo moderno.
Ha habido varias encarnaciones principales de estas amazonas, incluyendo las representaciones originales de William Moulton Marston, la descripción revisada de Robert Kanigher (resaltada por el cambio del cabello de la Reina Hipólita de morena a rubia), la reelaboración de George Pérez, después de Crisis on Infinite Earths y los cambios posteriores a Crisis infinita, y Los nuevos 52. Lo que estos grupos tienen en común es que son las personas de las que salió la superheroína de DC Comics, Mujer Maravilla.

## Historia ficticia
Las Amazonas de Isla paraíso fueron creadas por primera vez por William Moulton Marston. Estas Amazonas eran una raza de supermujeres inmortales que vivían en la mágica Isla paraíso. Creada y favorecido por Afrodita, la Diosa del Amor, las Amazonas prosperaron en paz durante siglos, pero permanecieron alejadas del mundo del Hombre. La más joven, más fuerte y más humana de las amazonas, la Princesa Diana, dejó su nación protectora de hermandad, renunciando a su inmortalidad para luchar contra las fuerzas del mal en el mundo del hombre como la Mujer Maravilla.

### Pre-crisis
En los días de la Antigua Grecia, hace muchos siglos, las Amazonas eran la nación más importante del mundo. En Amazonia, las mujeres gobernaban y todo estaba bien. Entonces, un día, Hércules, el hombre más fuerte del mundo, herido por las burlas de que no podía conquistar a las mujeres amazónicas, seleccionó a sus guerreros más fuertes y más feroces y aterrizó en las costas de las amazonas.
La reina de las amazonas, Hipólita, se encontró con Hércules en un combate personal, porque sabía que con su faja mágica, que le había regalado Afrodita, Diosa del Amor, no podía perder.
Hipólita derrotó a Hércules, pero Hércules, con engaño, logró asegurar la faja mágica de Hipólita, y pronto las amazonas fueron llevadas a la esclavitud. Afrodita, enojada con Hipólita por haber sucumbido ante las artimañas de los hombres, no haría nada por ayudarlos.
Finalmente, las Amazonas ya no pudieron soportar su sumisión a los hombres, e Hipólita volvió a apelar a la Diosa Afrodita. Esta vez no fue en vano, porque cedió y, con su ayuda, Hipólita aseguró y robo la faja mágica de Hércules.
Con la faja mágica en poder de Hipólita, las Amazonas tardaron mucho en superar a sus amos y, arrebatandoles toda su flota, zarparon a otra orilla, porque era la condición de Afrodita que abandonaran el mundo del hombre y establecieran un nuevo mundo propio. Afrodita también decretó que siempre deben usar los pesados brazaletes formados por sus captores, como un recordatorio de que siempre deben mantenerse alejados de los hombres.

#### Isla paraíso
Y así, después de navegar por los mares muchos días y muchas noches, las amazonas encontraron la Isla paraíso y se establecieron allí para construir un nuevo mundo. Con su fértil suelo volcánico, su maravillosa flora y fauna, y sus variados recursos naturales, no había necesidad, ni enfermedad, ni odio, ni guerras. Y las Amazonas permanecerían eternamente juveniles, mientras permanecieran en la Isla Paraíso donde tendrían acceso a su Fuente de la eterna juventud e Hipólita retendrían la faja mágica, y mientras no se permitieran ser engañados por hombres para evitar someterse a ellos.

#### La Esfera Mágica
Justo después de que las Amazonas conquistaron y derrotaran a Hércules y zarparan hacia su isla, Atenea, Diosa de la Sabiduría les dio la Esfera Mágica. A través de este dispositivo, Hipólita pudo ver los eventos en el Mundo del Hombre desde el presente y el pasado, e incluso a veces pronosticar el futuro. Con las visiones del futuro vistas desde la Esfera Mágica, las Amazonas pudieron superar con creces los inventos de la civilización hecha por el hombre. Las amazonas no solo eran más fuertes y sabias, sino que sus armas eran más avanzadas y sus máquinas voladoras eran más rápidas.

### Post-Crisis
A mediados de la década de 1980 se produjo una historia llamada Crisis on Infinite Earths en la que todos los cómics del Universo DC dejaron de existir y se reiniciaron con todos los orígenes nuevos. Cuando esto sucedió, se explicó que las amazonas fueron creadas por la diosa Artemisa a partir de las almas de mujeres que habían muerto a manos de hombres, y se les dieron cuerpos nuevos y más fuertes, hechos de arcilla transformada en carne y hueso. Estas amazonas, al igual que las versiones anteriores a la crisis, escaparon de Heracles (el nombre griego de Hércules) y sus hombres a una isla aislada y protegida mágicamente, llamada Themyscira después de la ciudad capital perdida de la antigua patria de las amazonas. En esta nueva tierra, se les concedió la eterna juventud y belleza. Algunas amazonas eligieron quedarse atrás, sin embargo, careciendo de la inmortalidad, formaron la nación oculta de Bana-Mighdall. Las historias con las Amazonas aparecieron en las inserciones del Libro de bonificación en Wonder Woman vol. 2 #18 (julio de 1988) y # 26 (enero de 1989).
En 1998, al final de Wonder Woman: Secret Files And Origins #2, el guionista Eric Luke presentó el 'Código de las Amazonas', de la siguiente manera:

Somos una nación de mujeres, dedicada a nuestras hermanas, a nuestros dioses y a la paz que es un derecho de la humanidad. Concedida la vida por Gea, las diosas y las almas de las mujeres pasadas, hemos sido dotadas con la misión de unir a la gente de nuestro mundo con amor y compasión. Somos las Amazonas, y hemos venido para salvar a la humanidad.

#### Crisis infinita
Debido al fracaso percibido de la misión de la Mujer Maravilla en el Mundo del Hombre, Themyscira y las Amazonas son quitadas del reino de la tierra por los Dioses de Atenas.

#### Ataque de las Amazonas
El regreso de las Amazonas, lideradas por una Hipólita resucitada, invaden Washington D. C.. Al final son despojadas de sus recuerdos y esparcidas por toda la tierra con identidades mortales.

#### Flashpoint
En el evento Flashpoint, que cambia la realidad, las amazonas están en guerra con los Atlantes en Europa occidental, después de que Hipólita fuera asesinada por un amazona disfrazado de atlante durante una boda entre Diana y Aquaman, lo que provocó que Diana se convirtiera en la reina. Se han apoderado de Gran Bretaña, matando a 12 millones de personas en el proceso. Se ha demostrado que muchos superseres femeninos están de acuerdo con ellos. Más tarde se reveló que el Amo del Océano y Antiope la tía de Diana estaban detrás de esto.

### Los nuevos 52
Después de la modernización de la historia del Universo DC al final de Flashpoint, la historia de las Amazonas fue nuevamente revisada y reescrita. Themyscira ahora se llama Isla Paraíso como lo era antes de la Crisis on Infinite Earths. Se dice que las Amazonas invadieron con poca frecuencia los barcos que llegaban cerca de su isla y se obligaron a sí mismos a sobrevolar a los marineros, antes de matarlos. Después de nueve meses, el nacimiento de las niñas resultantes fue muy celebrado y fueron incluidas en las filas de las Amazonas, mientras que los niños varones fueron rechazados. Con el fin de salvar a los niños varones de ser ahogados por las amazonas, Hefesto intercambió armas con las amazonas a cambio de ellos. Su reina Hippolyta tiene cabello rubio y es la madre biológica de Diana, cuyo padre biológico es Zeus. Hipólita inventó la historia de "moldear a Diana de arcilla" para protegerla de la ira de la esposa de Zeus, Hera.

## Sociedad
La más fiera y sabia de las Amazonas ostenta el prestigioso título de "Mujer Maravilla: la definición de un Campeón Heroico y Embajador en general". La Reina Hipólita era la anterior "Mujer Maravilla" cuando liberó a su pueblo de la esclavitud y los llevó al "Paraíso". La princesa Diana es la amazona más reciente en tener el título.

### Cultura
Como se muestra en el cómic, las amazonas tienen varias costumbres y observancias. Algunos incluyen:

#### Ritual de cortejo
Cuando una amazona desea cortejar a otra, ella le ofrece una ofrenda de coco. Dentro del coco hay una semilla de nectarina ensartada en un collar y una pulsera hecha de espinas. La semilla de nectarina significa una recompensa, esperada pero aún no lograda. La pulsera de espinas está parcialmente envuelta en cintas azules, rojas y doradas. El azul representa la esperanza, el rojo representa el peligro, y el oro representa una solicitud a la diosa Atenea para que la bendiga. El perseguidor saca el collar y dice "Estás lleno de promesas", lo bendice con un beso y coloca el collar alrededor del cuello de su pretendido amante. Luego saca el brazalete y dice "Para que conozcas el corazón de otro" y coloca el brazalete en la muñeca de su pretendido amante. Si la persona dotada decide aceptar el cortejo, entonces acepta usar siempre el collar y el brazalete y nunca eliminarlos hasta que se pueda llegar a un acuerdo mutuo para formar una relación duradera. Hasta que las dos Amazonas acuerden finalizar su relación, la pareja se somete a una serie de pruebas físicas, mentales y emocionales para ver si la relación deseada puede resistir las pruebas de la vida.
En 2015, Sensation Comics presentó "Wonder Woman" oficiando una boda entre personas del mismo sexo (Número #48) dibujado por el ilustrador australiano Jason Badower. Inspirado por el fallo de la Corte Suprema de junio que estableció la igualdad matrimonial en los 50 estados de Estados Unidos, Badower dice que DC Comics fue "fantástico" sobre su idea para el tema. La gente Amazona no debe ser etiquetada sexualmente; Wonder Woman declaró "... mi país es todo mujeres. Para nosotros, no es matrimonio 'gay'. Es solo matrimonio"; Al ser una sociedad poblada solo por mujeres, "lesbiana" en los ojos [del mundo] puede haber sido "directa" para ellas. "Ninguna Amazona va a mirar a otro Amazona y dice que se están equivocando al pensar así. Porque eso no sería el paraíso. La sociedad acepta a todos en ella. El requisito es, estás aquí y eres mujer [...] Nadie dice que un vestido es inapropiado. Nadie dice: '¿Por qué no llevas pantalones?' Nadie dice que eres demasiado pesado. Nadie dice que eres demasiado flaco, o no lo suficientemente fuerte ".

#### Fiesta de los Cinco
Una de las celebraciones más reverenciadas que las Amazonas de Themysciria se llama La Fiesta de los Cinco. En este día, las Amazonas rinden homenaje a las cinco diosas originales que participaron en su creación. Además de la oración constante y la adoración, la ocasión comienza con una cacería en honor a la diosa Artemisa. Una cosecha también se celebra en honor a la diosa Deméter. Luego se celebra una fiesta en honor a las diosas restantes. Se dice que es la fiesta más santa de las Themyscirias. La Fiesta de los Cinco se puede ver casi como un cumpleaños santo para cada una de las amazonas de Themysciria, con la gloria de la ocasión se coloca en honor a sus creadores.

#### Hiketeia
Las amazonas observan una antigua costumbre griega llamada Hiketeia, en la que una persona se suplica a otra a cambio de sustento y protección. La súplica no tiene que ser aceptada una vez que se ofrece, pero cuando se acepta, ambas partes aceptan tomar el contrato muy en serio. Si alguna vez el guardián o el suplicante fallan en sus deberes, los Erinias, antiguos y salvajes portadores del juicio, los masacrarán instantáneamente. Cuando se le ofrece Hiketeia, el suplicante le dice las siguientes palabras a su guardián: "(Nombre del tutor potencial), yo soy (nombre del posible servidor). Me ofrezco en una suplica para usted. Vengo sin protección. Vengo sin medios, sin honor, sin esperanza, con nada más que yo para suplicar tu protección. En tu sombra serviré, con tu aliento voy a respirar, con tus palabras hablaré, por tu misericordia viviré. Con todo mi corazón, con todo lo que puedo ofrecer, te lo ruego, en nombre de Zeus, que vigile a todos los suplicantes, acepte mi súplica ".

#### Enviar adelante
Cuando una niña se pierde en el mar, la diosa Thetis rescata al niño de ahogarse. Thetis rescataría a las niñas mortales que ella consideraba "especiales" y las transportaría con seguridad a las costas de la Isla de la Sanación de Themyscira. (Los niños son llevados a otro lugar, posiblemente llevados a Hefesto) Una vez en la isla, la médico jefe de los Amazonas, Epione, los descubriría y cuidaría de ellos. Después de esto, el niño sería llevado al palacio real, donde un amazonas es seleccionado como el "Guardián de la inspiración" del niño. Al bebé se le otorga una gran sabiduría y fuerza de espíritu a través de un beso mágico. De acuerdo con la Amazona Pythia, Julia Kapatelis fue la última de cientos de bebés que experimentaron esto en 1937. Esta "bendición" en realidad es una sugerencia subliminal para que el niño enseñe paz e igualdad durante toda su vida. Esta bendición puede extenderse a los descendientes también. Esta costumbre se llama "Enviar adelante". Una vez hecho esto, el niño es considerado una amazona y una hija espiritual del Amazonas que los bendijo. Después de unos días de recuperación y bendiciones, lleva al niño de nuevo a las costas de la isla, donde es llevada de vuelta al océano y regresada, nuevamente por Thetis, que mágicamente viaja en el tiempo para devolver al niño al punto exacto en el tiempo cuando el niño primero salió de su tierra natal.

#### Unión con la tierra
Todas las amazonas de Themysciria poseen la capacidad de aliviar sus cuerpos de lesiones físicas y toxinas al hacerse uno con el suelo de la Tierra y luego reformar sus cuerpos nuevamente. La primera vez que Diana hace esto le reza a su dios Gaea diciendo: "Gea, te ruego, concédeme tu fuerza. Tú eres la Tierra que me amamantó, que me crio y crio. A través de ti, toda la vida se renueva. que nunca termina. Te lo ruego, madre Gea, llévame a tu seno. Por favor, déjame ser digno ". Este es un ritual muy sagrado para las Themysciras, solo para ser usado en las más terribles circunstancias.

#### Muerte
Originalmente se construyó una caverna debajo del Templo de los Muertos de las Amazonas, que es donde se recuerda a los muertos. Después de que se completa el funeral de una Amazonas, el cuerpo se baja a la caverna donde se coloca para descansar en la ciudad de los muertos. La reina Hipólita le asigna a la sacerdotisa principal del templo que permanezca sola en la ciudad para vigilar a los muertos durante mil años antes de que se realice un reemplazo.
Esta tradición fue cambiada más tarde cuando las amazonas descubrieron que la sacerdotisa a menudo enloquecía en su soledad. Una de esas sacerdotisas dio vida a los muertos mediante el uso de la magia durante un arrebato de locura. Las amazonas no tardaron en quemar a sus muertos, durante los cuales las almas de las amazonas asesinadas se formaron entre las llamas antes de viajar al plano de la otra vida llamado los Campos Elíseos.

### Habilidades inherentes
Todas las Amazonas de Themysciria poseen varios grados de fuerza sobrehumana, velocidad, resistencia y sentidos extraordinariamente agudos que fueron dones bendecidos por sus dioses. Como lo demuestran varios miembros de la tribu, tienen la capacidad de separar el acero y el concreto con sus propias manos, saltar más de 12 pies de altura, tener una alta durabilidad, mejoras en la curación de su cuerpo, y la capacidad de absorber y procesar una gran cantidad de conocimiento en un corto período de tiempo. Las Amazonas de Themysciria también poseen la inmortalidad que les permite vivir indefinidamente en una forma juvenil, pero las deja abiertas a lesiones potenciales y a la muerte según sus acciones. También han desarrollado altos niveles de entrenamiento de combate mano a mano, dominado durante más de 3.000 años, y son expertos en el uso de varias armas de mano.
Las Amazonas mixtas también poseen la capacidad de aliviar sus cuerpos de lesiones físicas y toxinas al hacerse uno con el suelo de la Tierra y luego reformar sus cuerpos nuevamente. La primera vez que Diana hace esto le reza a su dios Gaea diciendo: "Gea, te ruego, concédeme tu fuerza. Tú eres la Tierra que me amamantó, que me crio y crio. A través de ti, toda la vida se renueva. que nunca termina. Te lo ruego, madre Gea, llévame a tu seno. Por favor, déjame ser digno ". Durante el tiempo del escritor John Byrne en el cómic, se afirmó que este es un ritual muy sagrado, para ser utilizado solo en las circunstancias más extremas.

### Tecnología
El Rayo Púrpura es un dispositivo curativo casi místico utilizado por las Amazonas. En la continuidad previa a la crisis, fue inventada por la propia Diana. También se ha utilizado para otros fines, como empoderar a Wonder Girl y como arma de destrucción.

## Amazonas notables
(Todas las apariciones citadas del título de Mujer Maravilla son de la segunda serie que comenzó en noviembre de 1987).
- Acantha - Senadora (primera aparición: Wonder Woman #10)
- Aella - Una guerrera con una afinidad particular por los halcones; murió durante la guerra civil amazónica (primera aparición: Wonder Woman #1)
- Althea - La médico de la isla que trabaja en el hospital. (Primera aparición: All Star Comics #8)
- Antiope, la hermana de La Reina Hippolyta, quien además es reina; ella condujo una tribu a Grecia para vengarse de Heracles y Teseo después de la captura de las Amazonas; finalmente se casó con Teseo, pero fue asesinado por su examante Ariadne. Los descendientes de Antíope se convirtieron en la Tribu Perdida de las Amazonas. (primera aparición: Wonder Woman #1)
- Callineira - (primera aparición: Wonder Woman #121)
- Calyce - Una carpintera (primera aparición: Wonder Woman Annual #1)
- Clio - Una escriba real (primera aparición: Wonder Woman #38)
- Consivia - La arquitecto en jefe, asesinada mientras defendía Doom's Doorway (primera aparición: Wonder Woman Annual #1)
- Cydippe - La ayuda de la princesa Diana (primera aparición: Wonder Woman # 53)
- Egeria - Teniente del ejército amazónico y Capitán de la Guardia; murió defendiendo el Doom's Doorway (primera aparición: Wonder Woman Annual #1)
- Epione - La jefa sanadora (primera aparición: Wonder Woman #2)
- Eubea - Una guerrera y compañera de Diana (primera aparición: Wonder Woman #10)
- Eudia - Ayudó a Diana a descubrir los secretos de la reversión de las amazonas a la piedra (primera aparición: Wonder Woman #12)
- Hellene - Senadora e historiadora, amiga cercana de Diana que se opuso a la apertura de las costas de Themyscira al Mundo del Patriarca; ella fue asesinada por Chita durante la Guerra de los Dioses (primera aparición: Wonder Woman #14)
- Hypsiple - Una exreina de Lemnos, madre de Phthia, la mártir de la Tribu Perdida de las Amazonas (primera aparición: Wonder Woman Annual #1)
- Io - Herrera enamorada de Diana (primera aparición: Wonder Woman #196)
- Iphthime - Escultora y amante de Anaya de la Tribu Perdida de las Amazonas (primera aparición de Wonder Woman #27)
- Magala - La hechicera de la corte; ella aparece como una mujer de las cavernas con atuendo griego; ella es responsable de lanzar el hechizo que transfirió una parte de los poderes de la Mujer Maravilla a Artemisa, y para la creación de Donna Troy. Magala estaba poseída por Ariadna, la mujer que asesinó a la reina Antíope, y usó a Magala para iniciar la guerra civil amazónica. Magala fue asesinada por Furia. (primera aparición: Wonder Woman #124)
- Mala - Una amiga cercana de Diana, y un competidora en el concurso que quedó en segundo lugar. (Primera aparición: All Star Comics #8)
- Menalippe - La suma sacerdotisa, una favorita de Hermes, asesinada por Circe (primera aparición: Wonder Woman #1)
- Mnemosyne - La jefa historiadora (primera aparición: Wonder Woman #10)
- Myrrha - La camarera del Palacio Real; murió durante la Guerra Imperiex (primera aparición: Wonder Woman #53)
- Nione - Una sacerdotisa. (primera aparición: Wonder Woman #38)
- Nu'Bia - La guardia de Doom's Doorway que puede convertir a los seres humanos en piedra. (Primera aparición: Wonder Woman Annual #8)
- Oeone - Una botánica (primera aparición: Wonder Woman #27)
- Pallas - Una falsificadora de armas y armaduras, creó la armadura de Águila de Diana: (primera aparición: Wonder Woman Secret Files #1)
- Paula von Gunther - Ella fue la primera amazona no nacida en la Isla Paraíso en convertirse en una.
- Penélope - Una gran sacerdotisa y oráculo de Themyscira, ex amante de Menalippe (primera aparición: Wonder Woman #21)
- Penthiselea - Una poderosa capitana de Amazona y la hija de Phthia y Melanippus, el mártir de Amazonas; murió en batalla con Aquiles (primera aparición: Wonder Woman #33)
- Philippus - El capitán de la guardia. Fuerte, decidida y una poderosa amazona que fue la entrenadora principal de la joven Diana y ha servido como Reina durante el viaje de Hippolyta al Mundo del Patriarca. (primera aparición: Wonder Woman #1)
- Phthia - Hija biológica de la reina amazona de Lemnos: Hypsipyle y el Argonauta Jason. Jason abandonó a Hypsipyle, Phthia y su hermano gemelo cuando eran bebés. Phthia fue adoptada por la Reina Antiope cuando Hypsipyle murió, convirtiéndose en la primera Amazonas no vinculada a Themysciria después de Marston en unirse a la tribu. Después de la muerte de Antíope, Ftia se convirtió en reina de la tribu de las amazonas de Antíope, que más tarde se convirtió en las Amazonas de Bana-Mighdall.
- Pythia - La madre espiritual de Julia Kapatelis (primera aparición: Wonder Woman Annual #1)
- Timandra - El arquitecto principal (primera aparición: Wonder Woman #38)
- Trigona - Una atleta Amazona (primera aparición: Wonder Woman #0)
- Venelia - Una guerrera y competidora en el segundo Concurso (primera aparición: Wonder Woman #91)

### Precrisis
- Reina Hipólita - Reina de las Amazonas
- Princesa Diana - Mujer Maravilla
- Donna
- Althea[26]
- Antíope - hermana de la reina Hipólita y conspirador del golpe de Estado[27]
- Artemis - La primera Mujer Maravilla.[28]
- Atalanta - Reina de la tribu perdida del río Amazonas.
- Dalma - Una amazona renegada que dejó la Isla Paraíso y luchó contra Wonder Woman
- Fatsis[26]
- Mala
- Nubia
- Orana
- Paula
- Pentesilea - Primera Reina de las Amazonas en la Tierra-Uno
- Sofia Constantinas

### Post-Crisis
- Reina Hipólita - Reina de las Amazonas
- Princesa Diana - Hija de la reina Hipólita y princesa de las amazonas
- Donna
- Aella: cetrera amazónica y guardia real
- Antíope, la hermana de Hipólita, dirigió a las amazonas que prosiguieron la guerra contra Heracles y Teseo a pesar de las objeciones de Atenea[29]
- Artemis de Bana-Mighdall
- Clio - Un escriba amazónico
- Cassandra Sandsmark
- Epione - El sanador jefe de las Amazonas
- Eubea - Un campeón nadador y amigo de Diana
- Faruka: una Amazonía con parche en el ojo[30]
- Grace Choi
- heleno
- Hope Taya - Guardaespaldas de Lex Luthor junto con Mercy Graves.
- Io: la amante de armas de las Amazonas enamorada de Diana
- Ipthime - El escultor y arquitecto de las Amazonas
- Mala - Una amazona que es amiga de la infancia de Diana
- Melia
- Menalippe - El oráculo de las amazonas
- Mercy Graves - Guardaespaldas de Lex Luthor junto con Hope Taya.
- Mnenosyne - El historiador de las amazonas
- Nu'Bia - Una entrada de Amazon y Guardián de la Muerte
- Orithia
- Pallas - Herrera de las Amazonas
- Penélope - archivista de las amazonas
- Penthesilea - Una amazona leal a la reina Hipólita[30]
- Philippus - general del ejército de las amazonas y canciller posterior
- Polycasta
- Pythia - El mentor espiritual de Julia Kapatelis
- Tender Mercy - Un supervillano amazónico y socio de Doctor Impossible
- Timandra - Un historiador amazónico
- Venelia

### Los nuevos 52
| Miembro        | Primera aparición                            | Descripción |
| -------------- | -------------------------------------------- | --- |
| Reina Hipólita | Wonder Woman #2 (diciembre de 2011)          | La reina de las Amazonas y la madre de la Mujer Maravilla. |
| Princesa Diana | Flashpoint #5 (octubre de 2011)              | Hija de la reina Hipólita y Zeus, rey de los dioses. |
| Aleka          | Wonder Woman #2 (diciembre de 2011)          | Una grande y musculosa Amazona que a menudo atacaba a Diana cuando era más joven. Ella fue asesinada durante la batalla con el Primer Nacido. Ella se parece a Artemisa de Bana-Mighdall. |
| Derinoe        | Wonder Woman #36 (noviembre de 2014)         | Una anciana amazona que en algún momento fue amante de Hipólita. Perdió su juventud debido a un encuentro con uno de los secuaces de Hecate. Más tarde se alió con Hecate para crear a Donna Troy con el fin de convertir a las amazonas contra la Mujer Maravilla. Ella fue asesinada después de intentar apuñalar a Diana. |
| Dessa          | Wonder Woman #2 (diciembre de 2011)          | Una amazona negra y uno de los amigos más confiables de Hippolyta. Ella se parece a la General Philippus. |
| Donna Troy     | Wonder Woman #37 (febrero de 2015)           | Una amazona creada por Derinoe y la diosa bruja Hécate para conspirar en la reunión de las amazonas contra la Mujer Maravilla. |
| Exoristos      | Demon Knights #1 (noviembre de 2011)         | Una amazona exiliada que se unió a los Demon Knights. |
| Hessia         | Superman/Wonder Woman #1 (diciembre de 2013) | Una amazona que, como Diana, abandonó Themyscira y sacrificó su inmortalidad. Ella fue la responsable de filtrar la relación de Diana con Superman a las fuentes de noticias. |
| Dafne          |                                              | |
| Demi           |                                              | |

### DC Renacimiento
| Miembro                  | Primera aparición                             | Descripción |
| ------------------------ | --------------------------------------------- | --- |
| Reina Hipólita           | Wonder Woman #2 (septiembre de 2016)          | La reina de las Amazonas y la madre de la Mujer Maravilla. |
| Princesa Diana           | Wonder Woman: Rebirth #1 (agosto de 2016)     | Hija de la reina Hipólita y princesa de las amazonas. Diana ganó el concurso para devolver a Steve Trevor a "Man's World" y se convirtió en Wonder Woman. |
| Althea                   | Wonder Woman #34 (enero de 2018)              | Una amazona que ayudó a Philippus a llevar al hermano gemelo de Diana, Jason, al semidiós Glaucus. |
| Areto                    | Wonder Woman #2 (septiembre de 2016)          | Una astrólogo Amazona y miembro del Consejo de Themyscira. |
| Artemis de Bana-Mighdall | Red Hood and the Outlaws #1 (octubre de 2016) | Un miembro de la tribu egipcia amazona que fue descubierta por Wonder Woman en el pasado e integrada en la sociedad de Themyscira. |
| Castalia                 | Wonder Woman #2 (septiembre de 2016)          | Un oráculo y miembro del Consejo de Themyscira. Cuando Diana y Steve regresaron a Themyscira, Steve preguntó dónde estaba Castalia, aunque las amazonas no tenían idea de quién estaba hablando. Esto llevó a Wonder Woman a descubrir que nunca había regresado a Themyscira en el pasado. |
| Epione                   | Wonder Woman #4 (octubre de 2016)             | El curandero principal de las Amazonas. Ella curó a Steve Trevor después de que su avión se estrelló contra Themyscira. |
| Hessia                   | The Odyssey of the Amazons #1 (marzo de 2017) | Una general de alto rango de las Amazonas. Dirigió varias otras amazonas en busca de otras amazonas en el mundo fuera de Themyscira muchos años antes de que Diana naciera. |
| Io                       | Wonder Woman #2 (septiembre de 2016)          | Una armera amazona que tiene sentimientos por Diana. Ella fue una de las finalistas en el concurso para convertirse en Wonder Woman. |
| Kasia                    | Wonder Woman #2 (septiembre de 2016)          | La amante de Diana en Themyscira. Después de que Diana dejó la isla y se convirtió en Wonder Woman, le reveló a Steve Trevor que era difícil despedirse de Kasia. |
| Philippus                | Wonder Woman #2 (septiembre de 2016)          | Una general Amazona y el amante de Hipólita. Ella es miembro del Consejo de Themyscira. |
| Raina                    | Wonder Woman #2 (septiembre de 2016)          | Una amazona pelirroja que a menudo lleva una bufanda alrededor de su cabello. |
| Sofia                    | Wonder Woman #2 (septiembre de 2016)          | Una amazona rubia y amiga de Diana. Ella fue una de las finalistas en el concurso para convertirse en Wonder Woman. |

## Otras versiones

### Flashpoint
En la realidad de Flashpoint, las amazonas se muestran en guerra con los Atlantes liderados por el emperador Aquaman. Además de la reina Hipólita y la princesa Diana, las amazonas conocidas son Artemisa, Penthesilea y Philippus. Tras la muerte de la reina Hipólita, la princesa Diana y sus amazonas causaron estragos en Europa occidental durante su guerra con los atlantes y conquistaron Reino Unido, matando a 12 millones en el proceso. Las Amazonas también tienen un grupo de guerreras a su lado llamadas Furias que son leales a la Princesa Diana por miedo a ella, que consistía en Arrowette, Chita, Cheshire, Giganta, Chica Halcón, Cazadora, Katana, Lady Vic, Silver Swan, Starfire, Terra y Vixen. Además, Encantadora se representa como un espía que trabaja para las Amazonas.

### Injusticia: Dioses entre nosotros
Varias amazonas aparecen en la serie de cómics basada en el videojuego Injustice 2. Entre ellos se incluyen Mala, Nubia, Menalippe, Philippus y Antíope.

## En otros medios

### Televisión

#### Acción en vivo
- Las Amazonas aparecieron en la película de televisión de 1974 "Wonder Woman", protagonizada por Cathy Lee Crosby. Asiáticos y africanos se encontraban entre las etnias representadas, notablemente Ting y Dia. Otras Amazonas incluían a la Reina Hipólita (Charlene Holt), Diana (Cathy Lee Crosby) y Ahnjaylah (Anitra Ford).

- Las Amazonas aparecieron de nuevo en la serie de televisión de acción en vivo de los años 70 de The New, Original Wonder Woman y "The New Adventures of Wonder Woman", protagonizada por Lynda Carter. Entre ellos se encuentran la Reina Madre (Cloris Leachman, Carolyn Jones y Beatrice Straight), Diana (Lynda Carter), el Doctor Amazona (Fannie Flagg), Rena, Drusilla (Debra Winger), Magda, Dalma, Asclepia (Bettey Ackerman), y Evadne

#### Animado
- Las Amazonas aparecieron en varios episodios de Liga de la Justicia y Liga de la Justicia Ilimitada. Fueron destacados de manera prominente en el episodio de dos partes de la Liga de la Justicia "Furia", donde una Amazona deshonesta llamada Aresia intentó desatar una plaga que mataría a todos los hombres en la Tierra. Las Amazonas también aparecieron en los episodios de la Liga de la Justicia "Sociedad Secreta" y "Paraíso Perdido", así como en el episodio "El Balance" de Liga de la Justicia Ilimitada.

- Las Amazonas aparecieron brevemente en el episodio de Batman: The Brave and the Bold "Triumverate of Terror!", Donde la reina Hipólita celebró un torneo en la Isla Paraíso. El Joker se infiltró en la isla disfrazándose de mujer y ganó el torneo usando su marca registrada Joker para envenenar a todas las amazonas presentes en la arena.

- Las Amazonas aparecen en el episodio de Justice League Action "Luthor in Paradise". Intentan luchar contra Lex Luthor cuando Circe lo ayuda en su plan para obtener el Oculus del Argo que le otorgaría los poderes de Zeus que Hera le había confiado a Hippolyta.

- Las Amazonas aparecen en los episodios de Harley Quinn, "Bachelorette" y "The Runaway Bridesmaid".

- Las Amazonas aparecen en el episodio de DC Super Hero Girls, "#SweetJustice" (parte 3 y 4).

### Película

#### Acción en vivo
- Las Amazonas aparecen en las películas ambientadas en DC Extended Universe:
  - Las Amazonas aparecen en la película de acción en vivo Wonder Woman (2017). Su hogar de Themyscira fue creado por Zeus en su último aliento para ser un santuario para las Amazonas después de la masacre de Ares de sus compañeros dioses.
  - Las Amazonas aparecen en la película de acción real de la Liga de la Justicia (2017). Se reveló que las Amazonas ayudaron a las tribus del hombre, los atlantes, los dioses olímpicos y los Green Lantern Corps en la lucha contra la invasión de la Tierra por Steppenwolf. Años más tarde, Steppenwolf ataca a Themyscira para obtener la Caja Madre que poseen.
  - Las Amazonas aparecen en la película de Wonder Woman 1984 (2020). Hay un artefacto llamado Armadura de Asteria que fue usado por la legendaria Amazona del mismo nombre que le dio tiempo a sus compañeras Amazonas para evacuar a Themyscira. Wonder Woman luego usó la armadura cuando luchó contra Cheetah y se enfrentó a Maxwell Lord. En una escena de mitad de créditos, reveló que Asteria (interpretada por Lynda Carter) todavía está viva entre los humanos.
- Las Amazonas aparecerán en la próxima película de animación / acción en vivo de Looney Tunes Space Jam: A New Legacy (2021).[36] Se representará a Lola Bunny moviéndose con las Amazonas del DCEU.[36]

#### Animado
- Las amazonas aparecen en la película animada Wonder Woman.
- Las amazonas aparecen en la película animada Superman/Batman: Apocalypse.
- Las amazonas aparecen en la película animada Justice League: The Flashpoint Paradox. Al igual que los cómics, las amazonas están en guerra contra los atlantes.
- Las Amazonas aparecen en la película animada DC Super Hero Girls: Hero of the Year.

### Videojuegos
- Las Amazonas aparecen en varias escenas cinematográficas en Mortal Kombat vs. DC Universe, así como también en el final del juego Wonder Woman. En la historia del juego, se muestran defendiendo la Isla Paraíso después de que Shang Tsung y sus guerreros Tarkatan lo invadan.

- Las Amazonas aparecieron en DC Universe Online. Además de Wonder Woman, Io, Mala y Clio son las únicas amazonas conocidas de los cómics que aparecen en este juego. Wonder Woman reúne a las amazonas para luchar contra el ejército de bestias de Circe en Metrópolis. Los soldados de infantería de las Amazonas consisten en Amazon Hoplite Minors, Amazon Hoplite Majors, Amazon Hoplite Spearmaidens, Amazon Archer Minors, Amazon Archer Majors, Amazon Panarchos, una Estatua Encantada.

- Las amazonas aparecen en la entrada de la Mujer Maravilla y en poses de victoria en Injustice: Dioses entre nosotros.[37] En el modo historia, la Mujer Maravilla de la Liga de la Justicia es traída a Themyscira por el alterno Ares quien le dice que su homólogo en el Régimen está amasando a las amazonas para que ayuden en la conspiración del Sumo Consejero Superman para causar miedo en Metrópolis. Después de derrotar al Cuervo alternativo, la Mujer Maravilla derrota a su contraparte alternativa y persuade a las Amazonas para que ayuden a la Insurgencia a luchar contra las fuerzas del Régimen. Están convencidos y ayudan a la Mujer Maravilla a luchar contra el Ejército Atlante liderado por el Aquaman alternativo. Después de la victoria de Superman sobre el Alto Consejero Superman, se muestra a Wonder Woman destronando a su contraparte alternativa que luego es llevada por los guardias amazonas.